# Lancetes arauco
Lancetes arauco là một loài bọ cánh cứng trong họ Bọ nước. Loài này được Bachmann & Trémouilles miêu tả khoa học năm 1981.